# Peter Bardens
Peter Bardens (19 de junio de 1945 - 22 de enero del 2002) fue un músico británico, reconocido por haber sido pianista, tecladista y uno de los miembros fundadores del legendario grupo de rock progresivo Camel.
Nació en Westminster, al sur de Londres, y se integró en la banda desde sus comienzos en el año 1971. Junto a Andrew Latimer, marcó el rumbo y la definición de la línea conceptual del grupo y participó en la creación de casi todos los temas. En 1978 decidió dejar la banda por sus crecientes diferencias con el propio Latimer, en el momento de mayor creatividad del grupo.
Como era habitual en los teclistas progresivos de los años 70, Bardens basaba su trabajo en el sonido característico del órgano Hammond, los sintetizadores analógicos, el melotrón y también el piano.

## Comienzos
Bardens estudió en el St. Marylebone Grammar School y luego en la escuela de arte Byam Shaw. Su primer instrumento fue el violín y más tarde el piano clásico. Con el tiempo se iría acercando hacia el blues y el jazz, aunque también vivió intensamente el surgimiento del pop.
Comenzó su carrera en un trío llamado Hamilton King's Blues Messengers, en el año 1962, donde también estaba Ray Davies. Posteriormente, junto con Mick Fleetwood, formó el grupo llamado The Cheynes, entre 1963 y 1965.
En 1965 fue tecladista de la banda Them, de la que también formaba parte Van Morrison. Luego formó el grupo denominado Peter B's Looners, que se convertiría más tarde en The Shotgun Express, entre 1966 y 1967, una banda de pop rock integrada asimismo por Rod Stewart, Peter Green y su gran amigo Mick Fleetwood, estos dos últimos luego fundadores de Fleetwood Mac.
En mayo de 1968 formó el trío Village, y dos años más tarde inició un período como solista, editando su primer álbum, "The Answer", en septiembre de 1970. Su siguiente obra se llamó "Write My Name in the Dust" y fue editada en julio de 1971, en la cual participaron Peter Green, Vic Linton, Reg Isadore, Bruce Thomas y John Owen.
En 1971 se unió a Andrew Latimer, Doug Ferguson y Andy Ward para fundar el grupo Camel, lo que representó el período más trascendente de su prolongada actividad como músico y compositor de rock progresivo y sinfónico.

## Trayectoria posterior a Camel
En 1978 Bardens dejó Camel y se unió a la banda de Van Morrison para grabar su álbum de estudio Wavelength y realizar la consecuente gira de presentaciones en directo. Tuvo diversas incursiones en la experimentación con música electrónica, hasta que en 1984 formó el grupo llamado Keats, cuyo único álbum contó con Alan Parsons como productor. En el mismo año, y ante una ovación del público, fue invitado a tocar teclados en dos temas (Rhayader y Rhayader Goes to Town) en el concierto Pressure Points que Camel brindó en Hammersmith Odeon, Londres.
En 1985 editó el sencillo "Solo" junto a la banda Solo, y en 1986 produjo una versión de esta canción interpretada por Leo Sayer.
En 1985 dejó Inglaterra y se mudó a Malibú, California. A finales de los ochenta y principios de los noventa continuó con algunos trabajos solistas basados en música electrónica. De este período puede nombrarse el álbum Seen One Earth, de 1986, con relativo éxito comercial. En 1988 editó Speed of Light, para el cual invitó nuevamente a Mick Fleetwood, quien tocó la batería en varios temas.
En 1994 Peter Bardens dejó transitoriamente su residencia en Malibú y regresó a Inglaterra para unirse al proyecto de Andy Ward, exbatería de Camel, y junto a Dave Sinclair, Steve Adams y varios exmiembros del grupo Caravan formaron la banda "Mirage", viajando en diversas giras por Europa durante el invierno de 1995. Principalmente interpretaban temas de Camel y Caravan, y de esta época queda un álbum doble grabado en directo con el mismo nombre del grupo.
De regreso en California, durante un tiempo Bardens continuó utilizando el nombre "Mirage" para su propia banda y luego adoptó el de "Peter Barden's Speed of Light".

## Últimos años
En 2001 le fue diagnosticado un tumor cerebral. Su último concierto fue realizado en el verano del mismo año, en Los Ángeles, inmediatamente después de dicha contingencia. Durante la emotiva presentación compartió escenario junto a su amigo de toda la vida, Mick Fleetwood, y, además, con John Mayall, John McVie, Ben Harper y otros. Murió en Malibú el 22 de enero de 2002.
En el mes de julio del mismo año, Andrew Latimer dedicó a la memoria de Peter Bardens el álbum de estudio A Nod and a Wink, el último editado por Camel hasta el presente.

## Discografía
- 1970 - The Answer
- 1971 - Write My Name in the Dust
- 1973 - Camel (junto a Camel)
- 1974 - Mirage (junto a Camel)
- 1975 - The Snow Goose (con Camel)
- 1976 - Moonmadness (con Camel)
- 1976 - Vintage 69
- 1977 - Rain Dances (con Camel)
- 1977 - A Live Record (con Camel)
- 1978 - Breathless (con Camel)
- 1978 - Wavelength (como parte de la banda de Van Morrison)
- 1979 - Heart to Heart
- 1984 - Keats (con la banda del mismo nombre)
- 1985 - "Solo" (sencillo con la banda Solo)
- 1986 - Seen One Earth
- 1988 - Speed of Light
- 1989 - Pete Bardens (relanzamiento de Write My Name in the Dust)
- 1989 - White Magic Soundtrack (para el film de Warren Miller)
- 1991 - Water Colors
- 1993 - Further Than You Know
- 1995 - Big Sky
- 1995 - Mirage: Live 14.12.94
- 2000 - Speed of Light: Live (junto a su banda Mirage)
- 2002 - Art of Levitation
- 2002 - Live: Germany 1996
- 2005 - Write My Name in the Dust: Anthology